# Autostrade in Germania

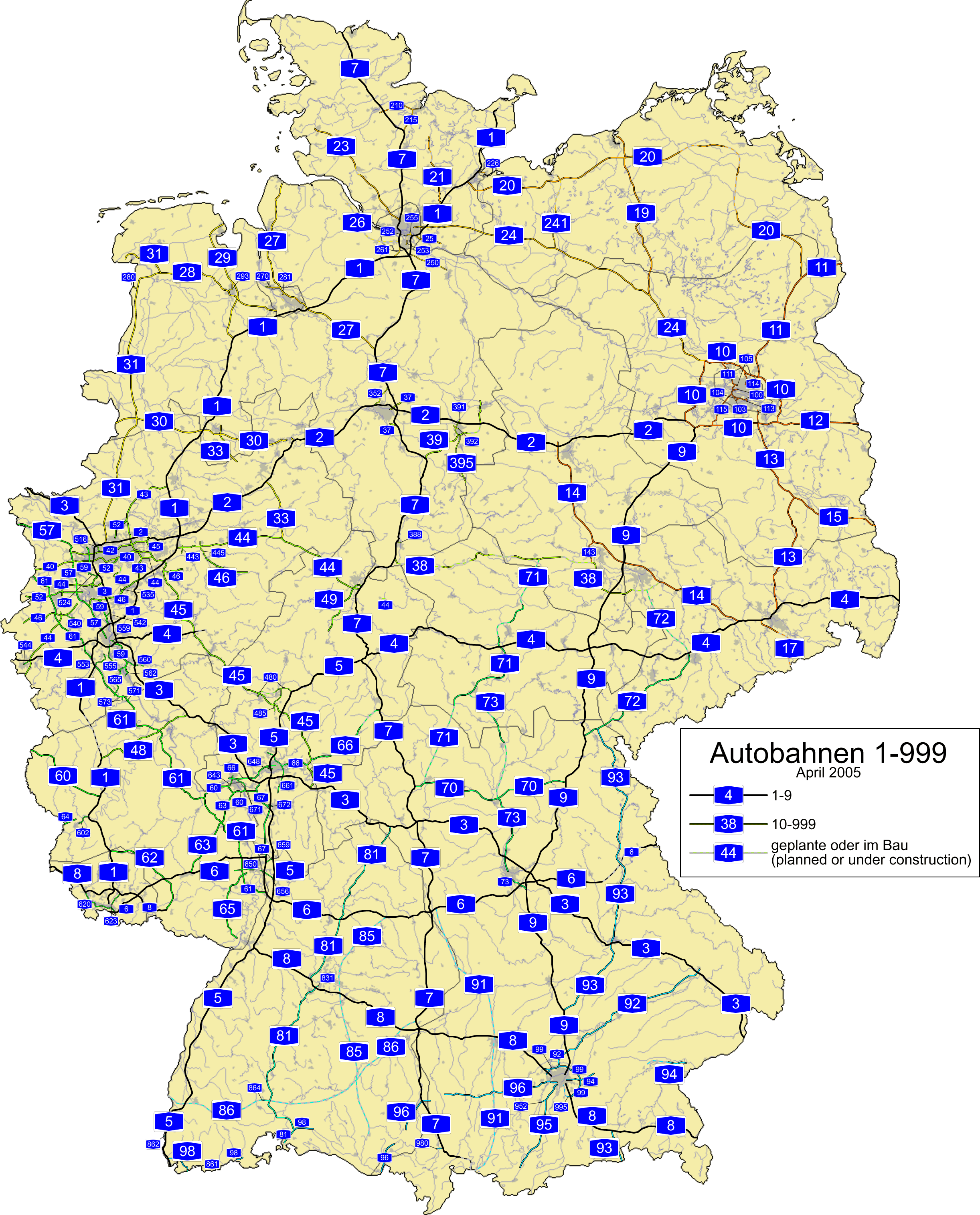
Rete autostradale in Germania

Questa è la lista delle 138 autostrade tedesche.
In tedesco l'autostrada è l'Autobahn, di conseguenza la rete nazionale della Germania è composta da una serie di Bundesautobahn (plurale Bundesautobahnen, abbreviazione BAB) che può essere tradotto come "autostrada federale".
La lettera A prima del nome non viene indicata nei segnali. 
La rete è una delle più sviluppate e articolate d'Europa, contando al 2013 12.772,4 km di autostrade, che attraversano tutto il Paese, con una media di 35,8 m/km².

## A 1 - A 9
| Numero | Denominazione | Lunghezza | Inizio/termine              | Centri attraversati                                                                                                 | Note                                |
| ------ | --- | --------- | --------------------------- | --- | ----------------------------------- |
|        | Hansalinie - Ruhrtangente - Eifelautobahn                                                                        | 727 km    | Heiligenhafen - Saarbrücken | Lubecca - Amburgo - Brema - Osnabrück - Münster - Dortmund - Leverkusen - Colonia - Blankenheim; Daun - Treviri     | Incompleta da Blankenheim a Daun    |
|        | Ruhr - Berlino                                                                                                   | 473 km    | Oberhausen - Berlino        | Gelsenkirchen - Dortmund - Bielefeld - Minden - Hannover - Braunschweig - Magdeburgo                                |                                     |
|        | Hollandlinie - Rechtsreinischeautobahn - Kolner Ring - Spessartautobahn - Wurzburger Autobahn - Donautalautobahn | 768 km    | Elten - Passavia            | Wesel - Oberhausen - Duisburg - Düsseldorf - Leverkusen - Colonia - Wiesbaden - Francoforte - Würzburg - Norimberga |                                     |
|        | Hollandlinie - Oberbergischestraße                                                                               | 586 km    | Aquisgrana - Görlitz        | Colonia - Olpe - Kirchheim - Eisenach - Erfurt - Gera - Chemnitz - Dresda                                           | Incompleta da Olpe a Bad Hersfeld   |
|        | HaFraBa - Bergstraßeautobahn - Rheintalautobahn - Rechtsreinische Autobahn                                       | 440 km    | Bad Hersfeld - Basilea      | Francoforte - Darmstadt - Heidelberg - Karlsruhe - Friburgo in Brisgovia                                            |                                     |
|        | | 484 km    | Saarbrücken - Waidhaus      | Kaiserslautern - Mannheim - Heilbronn - Norimberga                                                                  |                                     |
|        | Skandinavienautobbahn - Nord-Sud Achse - HaFraBa                                                                 | 962 km    | Flensburgo - Füssen         | Amburgo - Hannover - Gottinga - Kassel - Fulda - Würzburg - Ulma                                                    |                                     |
|        | Saar Autobahn - Südautobahn - Stuttgarter Autobahn - Salzburger Autobahn                                         | 504 km    | Sarrelouis - Salisburgo     | Pirmasens - Karlsruhe - Stoccarda - Ulma - Augusta - Monaco                                                         | Incompleta da Pirmasens a Karlsruhe |
|        | MuLeiBerl | 530 km    | Berlino - Monaco            | Lipsia - Bayreuth - Norimberga - Ingolstadt                                                                         |                                     |

## A 10 - A 19
| Numero | Denominazione                        | Lunghezza | Inizio/termine                  | Centri attraversati                                                                                              | Note                                |
| ------ | ------------------------------------ | --------- | ------------------------------- | --- | ----------------------------------- |
|        | Berliner Ring                        | 196 km    | AD Schwanebeck - AD Schwanebeck | AD Spreeau - Schönefelder Kr. - AD Nuthetal - AD Potsdam - AD Werder - AD Havelland - AK Oranienburg - AD Pankow |                                     |
|        |                                      | 109 km    | Berlino - Stettino              | Finowfurt - AK Uckermark - Penkun                                                                                |                                     |
|        |                                      | 58 km     | Berlino - Francoforte sull'Oder | |                                     |
|        |                                      | 151 km    | Berlino - Dresda                | AD Spreewald - Großräschen                                                                                       |                                     |
|        |                                      | 267 km    | Kritzow - Nossen                | Schwerin - Magdeburgo - Staßfurt - Halle - Lipsia                                                                | Incompleta da Schwerin a Magdeburgo |
|        | Spreewaldautobahn                    | 64 km     | AD Spreewald - Forst            | Cottbus |                                     |
|        | Via Porta Bohemica - Prager Autobahn | 45 km     | Dresda - Bad Gottleuba          | Heidenau - Pirna                                                                                                 |                                     |
|        |                                      | 124 km    | AD Wittstock - Rostock          | |                                     |

## A 20 - A 29
| Numero | Denominazione                     | Lunghezza | Inizio/termine                        | Centri attraversati                                      | Note |
| ------ | --------------------------------- | --------- | ------------------------------------- | -------------------------------------------------------- | ---- |
|        | Ostseeautobahn                    | 321 km    | Lubecca - AK Uckermark                | Wismar - Rostock - Grimmen - Greifswald - Neubrandenburg |      |
|        |                                   | 52 km     | Bad Segeberg - Bargteheide            |                                                          |      |
|        | Westküstenautobahn                | 96 km     | Heide - Amburgo                       | Itzehoe - Pinneberg                                      |      |
|        |                                   | 237 km    | Amburgo - Berlino                     | Schwerin - Wittstock                                     |      |
|        | Marschenlinie                     | 19 km     | Amburgo - Geesthacht                  |                                                          |      |
|        | Altes-land-autobahn               | 11 km     | Stade - Horneburg                     |                                                          |      |
|        | Schellfischlinie                  | 162 km    | Cuxhaven - Walsrode                   | Bremerhaven - Brema                                      |      |
|        | Nordautobahn - Ostfriesenautobahn | 96 km     | AD Leer - Delmenhorst                 | Westerstede - Oldenburg                                  |      |
|        | Jadelinie                         | 92 km     | AD Wilhelmshaven - AD Ahlhorner Heide | Oldenburg                                                |      |

## A 30 - A 39
| Numero | Denominazione                                                                     | Lunghezza | Inizio/termine                                 | Centri attraversati                                 | Note                                     |
| ------ | --------------------------------------------------------------------------------- | --------- | ---------------------------------------------- | --------------------------------------------------- | ---------------------------------------- |
|        | Nordumgehung Bad Oeynhausen                                                       | 126 km    | Rheine - Bad Oeynhausen                        | Osnabrück                                           |                                          |
|        | Emslandautobahn - Ostfriesenspieß                                                 | 220 km    | Emden - Bottrop                                | Leer - Lingen - Gronau - Gladbeck                   |                                          |
|        | Ostwestfalenmagistrale                                                            | 74 km     | Osnabrück - Haaren                             | Borgholzhausen - Bielefeld - Paderborn - Wünnenberg | Incompleta da Borgholzhausen a Bielefeld |
|        | Nordharzautobahn                                                                  | 120 km    | Braunschweig - Bernburg (Saale)                |                                                     |                                          |
|        | Messeschnellweg                                                                   | 13 km     | Burgdorf - Hannover-Misburg                    |                                                     |                                          |
|        | Südharztangente                                                                   | 219 km    | Gottinga - Lipsia                              | Nordhausen - Halle                                  |                                          |
|        | Maschner Autobahn Nordlandautobahn Salzgitter-Autobahn - Südtangente Braunschweig | 99 km     | Seevetal - Luneburgo Wolfsburg - AD Salzgitter | Braunschweig                                        | in progetto fra Luneburgo e Wolfsburg    |

## A 40 - A 49
| Numero | Denominazione         | Lunghezza | Inizio/termine               | Centri attraversati                                                                                               | Note                                                                      |
| ------ | --------------------- | --------- | ---------------------------- | --- | ------------------------------------------------------------------------- |
|        | Ruhrschnellweg        | 88 km     | Venlo - Dortmund             | Moers - Duisburg - Oberhausen - Essen - Gelsenkirchen - Bochum                                                    |                                                                           |
|        | Emscherschnellweg     | 58 km     | Kamp-Lintfort - Dortmund     | Duisburg - Oberhausen - Bottrop - Gelsenkirchen - Herne - Castrop-Rauxel                                          |                                                                           |
|        |                       | 91 km     | Münster - Wuppertal          | Recklinghausen - Bochum                                                                                           |                                                                           |
|        | DüBoDo - Hellweglinie | 253 km    | Aquisgrana - Kassel          | Jackerath - Mönchengladbach - Willich - Düsseldorf - Ratingen - Bochum - Witten - Dortmund - Soest                | Incompleta a Mönchengladbach, da Ratingen a Bochum e da Witten a Dortmund |
|        | Sauerlandlinie        | 257 km    | Dortmund - Aschaffenburg     | Siegen - Wetzlar - Hanau                                                                                          |                                                                           |
|        |                       | 144 km    | Heinsberg - Bestwig          | Heinsberg - Grevenbroich - Neuss - Düsseldorf - Hilden - Wuppertal - Hagen - Iserlohn - Hemer - Neheim - Arnsberg | Incompleta tra Wuppertal e Hagen e tra Hemer e Neheim                     |
|        | Eifelautobahn         | 78 km     | AD Vulkaneifel - AD Dernbach | Coblenza |                                                                           |
|        |                       | 45 km     | Kassel - Schwalmstadt        | |                                                                           |

## A 50 - A 59
| Numero | Denominazione                | Lunghezza | Inizio/termine   | Centri attraversati                                  | Note                                                             |
| ------ | ---------------------------- | --------- | ---------------- | ---------------------------------------------------- | ---------------------------------------------------------------- |
|        |                              | 93 km     | Elmpt - Marl     | Mönchengladbach - Düsseldorf - Essen - Gelsenkirchen | Incompleta tra Buderich e Düsseldorf e tra Essen e Gelsenkirchen |
|        | Trans-Niederrhein-Magistrale | 116 km    | Goch - Colonia   | Moers - Krefeld - Kaarst - Neuss                     |                                                                  |
|        |                              | 68 km     | Dinslaken - Bonn | Duisburg - Düsseldorf - Leverkusen - Colonia         | Incompleta da Duisburg a Düsseldorf e da Leverkusen a Colonia    |

## A 60 - A 69
| Numero | Denominazione          | Lunghezza | Inizio/termine            | Centri attraversati                                                                             | Note                              |
| ------ | ---------------------- | --------- | ------------------------- | ----------------------------------------------------------------------------------------------- | --------------------------------- |
|        | Eifelautobahn          | 111 km    | Winterspelt - Wittlich    | Bitburg                                                                                         |                                   |
|        | Linksreinischeautobahn | 324 km    | Venlo - Hockenheim        | Viersen - Mönchengladbach - Bergheim - Bad Neuenahr-Ahrweiler - Coblenza - Worms - Ludwigshafen |                                   |
|        |                        | 79 km     | Nonnweiler - Pirmasens    | Landstuhl                                                                                       |                                   |
|        |                        | 70 km     | Magonza - Kaiserslautern  |                                                                                                 |                                   |
|        |                        | 14 km     | Treviri - Lussemburgo     |                                                                                                 |                                   |
|        | Pfalzerautobahn        | 59 km     | Ludwigshafen - Kandel     | Neustadt - Landau                                                                               |                                   |
|        | Rhein-Main-Schnellweg  | 130 km    | Eltville sul Reno - Fulda | Wiesbaden - Francoforte sul Meno - Hanau                                                        | Incompleta a Francoforte sul Meno |
|        |                        | 58 km     | Rüsselsheim - Viernheim   | Darmstadt                                                                                       |                                   |

## A 70 - A 79
| Numero | Denominazione                       | Lunghezza | Inizio/termine         | Centri attraversati                                                        | Note |
| ------ | ----------------------------------- | --------- | ---------------------- | -------------------------------------------------------------------------- | ---- |
|        | Maintalautobahn                     | 120 km    | Schweinfurt - Bayreuth | Bamberga                                                                   |      |
|        | Thüringer - Wald - Autobahn         | 191 km    | Sömmerda - Schweinfurt | Erfurt - Suhl - Meiningen                                                  |      |
|        | Vogtlandautobahn                    | 117 km    | Hof - Chemnitz         | Plauen - Zwickau                                                           |      |
|        | Frankenschnellweg - Südwesttangente | 166 km    | Suhl - Feucht          | Eisfeld - Coburgo - Lichtenfels - Bamberga - Erlangen - Fürth - Norimberga |      |

## A 80 - A 89
| Numero | Denominazione | Lunghezza | Inizio/termine          | Centri attraversati                                                   | Note |
| ------ | ------------- | --------- | ----------------------- | --------------------------------------------------------------------- | ---- |
|        |               | 284 km    | Würzburg - Gottmadingen | Heilbronn - Stoccarda - Sindelfingen - Rottweil - Singen (Hohentwiel) |      |

## A 90 - A 99
| Numero | Denominazione                     | Lunghezza | Inizio/termine                  | Centri attraversati                                                                                          | Note                                                               |
| ------ | --------------------------------- | --------- | ------------------------------- | --- | ------------------------------------------------------------------ |
|        |                                   | 134 km    | Monaco - Deggendorf             | AK Neufahrn - Landshut                                                                                       |                                                                    |
|        | Ostbayernautobahn -Inntalautobahn | 265 km    | Hof - Kufstein                  | Weiden - AK Oberpfälzer Wald - Ratisbona - AD Holledau - Rosenheim                                           | Incompleta da Ratisbona a Rosenheim                                |
|        |                                   | 109 km    | Monaco - Pocking                | Forstinning - Ampfing - Altötting - Burghausen                                                               | Incompleta da Burghausen a Pocking                                 |
|        |                                   | 69 km     | Monaco - Garmisch-Partenkirchen | |                                                                    |
|        |                                   | 172 km    | Lindau - Monaco                 | Wangen - Memmingen - Landsberg                                                                               |                                                                    |
|        | Voralpenautobahn                  | 48 km     | Weil am Rhein - Stockach        | Lörrach - Rheinfelden - (Bad Säckingen) - Waldshut-Tiengen - (Jestetten) - (Sciaffusa) - Singen (Hohentwiel) | Incompleta da Lörrach a Laufenburg e da Lauchringen a Gottmadingen |
|        | Autobahnring München              | 53 km     | AK M.-West - AK M.-Süd          | AD M.-Feldmoching - AK M.-Nord - AK M.-Ost                                                                   |                                                                    |

## A 100 - A 199
| Numero | Denominazione         | Lunghezza | Inizio/termine                             | Centri attraversati                             | Note                    |
| ------ | --------------------- | --------- | ------------------------------------------ | ----------------------------------------------- | ----------------------- |
|        | Berliner Stadtring    | 21 km     | Seestraße - AD Neukölln                    | AD Charlottenburg - AD Funkturm - AK Schöneberg |                         |
|        | Westtangente Steglitz | 4 km      | Sachsendamm - Wolfensteindamm/Schloßstraße | AK Schöneberg                                   |                         |
|        | Abzweig Steglitz      | 2,6 km    | Wilmersdorf - Steglitz                     |                                                 | declassificata nel 2006 |
|        |                       | 23 km     | AK Oranienburg - AD Charlottenburg         |                                                 |                         |
|        | Teltowkanal autobahn  | 19 km     | AD Neukölln - AK Schönefeld                | AD Waltersdorf                                  |                         |
|        |                       | 8 km      | AD Pankow - Prenzlauer Promenade           |                                                 |                         |
|        | AVUS                  | 28 km     | AD Funkturm - AD Nuthetal                  | Potsdam                                         |                         |
|        |                       | 5 km      | AD Waltersdorf - AD Treptow                |                                                 |                         |
|        |                       | 9 km      | AD Halle-Nord - AD Halle-Sud               |                                                 |                         |

## A 200 - A 299
| Numero | Denominazione            | Lunghezza | Inizio/termine                        | Centri attraversati | Note                         |
| ------ | ------------------------ | --------- | ------------------------------------- | ------------------- | ---------------------------- |
|        |                          | 25 km     | Rendsburg - Kiel                      |                     |                              |
|        |                          | 20 km     | Kiel - AD Bordesholm                  |                     |                              |
|        |                          | 4 km      | AD Bad Schwartau - Lubecca-Siems      |                     |                              |
|        |                          | 31 km     | Maschener Kr. - Luneburgo             |                     | riclassificata A 39 nel 2010 |
|        |                          | 2 km      | Amburgo - Georgswerder                |                     |                              |
|        | Umgehung Hamburg-Harburg | 4 km      | Amburgo-Harburg                       |                     |                              |
|        | Abzweig Veddel           | 2 km      | Amburgo-Veddel                        |                     |                              |
|        | Eckverbindung Harburg    | 9 km      | Amburgo-Harburg                       |                     |                              |
|        |                          | 10 km     | Brema                                 |                     |                              |
|        |                          | 5 km      | Bunde                                 |                     |                              |
|        | Eckverbindung Bremen     | 7 km      | Brema                                 |                     |                              |
|        | Stadtautobahn Oldenburg  | 9 km      | AK Oldenburg-Nord - AD Oldenburg-West |                     |                              |

## A 300 - A 399
| Numero | Denominazione             | Lunghezza | Inizio/termine                                                  | Centri attraversati | Note                    |
| ------ | ------------------------- | --------- | --------------------------------------------------------------- | ------------------- | ----------------------- |
|        | Eckverbindung Hannover    | 17 km     | AD Hannover-Nord - AD Hannover-West                             |                     |                         |
|        |                           | 4 km      | Vienenburg - Bad Harzburg                                       |                     |                         |
|        | Westtangente Braunschweig | 12 km     | Braunschweig-Wenden - AD Braunschweig-Südwest                   |                     |                         |
|        | Nordtangente Braunschweig | 4 km      | AD Braunschweig-Watenbüttel-Ost - Braunschweig-Hamburger Straße |                     |                         |
|        | Harz-Autobahn             | 35 km     | Braunschweig - Vienenburg                                       | Wolfenbüttel        | declassificata nel 2019 |

## A 400 - A 499
| Numero | Denominazione | Lunghezza | Inizio/termine                   | Centri attraversati                                                         | Note                                |
| ------ | ------------- | --------- | -------------------------------- | --------------------------------------------------------------------------- | ----------------------------------- |
|        |               | 11 km     | Werl - Arnsberg-Neheim           |                                                                             |                                     |
|        |               | 18 km     | Bochum - Witten - Dortmund       |                                                                             |                                     |
|        |               | 19 km     | Wetzlar-Nord - Reiskirchener Dr. | Aßlar - Wetzlar-Blasbach - Wettenberg - Gießener Nordkreuz (Giessener Ring) | Incompleta da Blasbach a Wettenberg |
|        |               | 20 km     | Gießener Nordkreuz - Langgöns    |                                                                             |                                     |

## A 500 - A 599
| Numero | Denominazione        | Lunghezza | Inizio/termine                           | Centri attraversati | Note |
| ------ | -------------------- | --------- | ---------------------------------------- | ------------------- | ---- |
|        |                      | 5 km      | Oberhausen - Oberhausen-Eisenheim        |                     |      |
|        |                      | 5 km      | AK Duisburg-Süd - AD Breitscheid         |                     |      |
|        |                      | 13 km     | Sonnborner Kreuz - Velbert               |                     |      |
|        |                      | 7 km      | Jüchen - Grevenbroich                    |                     |      |
|        |                      | 6 km      | Monheim - Langenfeld                     |                     |      |
|        |                      | 5 km      | Aachen-Europaplatz - AK Aquisgrana       |                     |      |
|        |                      | 13 km     | AK Bliesheim - Brühl                     |                     |      |
|        | Köln-Bonner Autobahn | 20 km     | Colonia - Bonn                           |                     |      |
|        |                      | 7 km      | Köln-Deutz - AD Köln-Porz                |                     |      |
|        |                      | 13 km     | Sankt Augustin - Hennef                  | Siegburg            |      |
|        | Südbrücke Bonn       | 4 km      | Bonn-Friesdorf - AK Bonn-Ost             |                     |      |
|        |                      | 26 km     | Bonn - Grafschaft                        | Meckenheim          |      |
|        |                      | 2 km      | Ehlingen - AD Sinzig                     |                     |      |
|        |                      | 3 km      | AD Bad Neuenahr-Ahrweiler - Bad Neuenahr |                     |      |

## A 600 - A 699
| Numero | Denominazione                          | Lunghezza | Inizio/termine                    | Centri attraversati                                      | Note |
| ------ | -------------------------------------- | --------- | --------------------------------- | -------------------------------------------------------- | ---- |
|        |                                        | 10 km     | Schweich - Treviri                |                                                          |      |
|        |                                        | 32 km     | Saarlouis - Saarbrücken           |                                                          |      |
|        |                                        | 10 km     | Friedrichsthal - Saarbrücken      |                                                          |      |
|        |                                        | 8 km      | Wiesbaden - Magonza               |                                                          |      |
|        | Wiesbadener Straße/Theodor-Heuss-Allee | 5 km      | Eschborner Dreieck - Opel-Rondell |                                                          |      |
|        |                                        | 14 km     | Bad Dürkheim - Ludwigshafen       |                                                          |      |
|        |                                        | 11 km     | Mannheim - Heidelberg             |                                                          |      |
|        |                                        | 7 km      | Viernheim - Weinheim              |                                                          |      |
|        | Taunusschnellweg/Osttangente Frankfurt | 37 km     | Oberursel - Egelsbach             | Bad Homburger Kreuz - Francoforte-Riederwald - Offenbach |      |
|        | Süd-Main-Schnellweg                    | 12 km     | Wiesbaden - Magonza               |                                                          |      |
|        |                                        | 3 km      | Griesheim - Darmstadt             |                                                          |      |

## A 800 - A 899
| Numero | Denominazione | Lunghezza | Inizio/termine                     | Centri attraversati | Note                      |
| ------ | ------------- | --------- | ---------------------------------- | ------------------- | ------------------------- |
|        |               | 2 km      | Stoccarda-Vaihingen - AK Stuttgart |                     |                           |
|        |               | 4 km      | Karsau - Rheinfelden               |                     |                           |
|        |               | 0,4 km    | Neuenburg                          |                     | classificazione soppressa |
|        |               | 6 km      | Donaueschingen - Bad Dürrheim      |                     |                           |

## A 900 - A 999
| Numero | Denominazione      | Lunghezza | Inizio/termine                   | Centri attraversati | Note |
| ------ | ------------------ | --------- | -------------------------------- | ------------------- | ---- |
|        |                    | 5 km      | AD Starnberg - Percha            |                     |      |
|        |                    | 5 km      | Waltenhofen - AD Allgäu          |                     |      |
|        | Giesinger Autobahn | 10 km     | Monaco-Giesing - AK M.-Brunnthal |                     |      |

## Autostrade non in esercizio
| Numero | Denominazione          | Lunghezza | Inizio/termine                   | Centri attraversati                                                                        | Note |
| ------ | ---------------------- | --------- | -------------------------------- | ------------------------------------------------------------------------------------------ | ---- |
|        |                        |           | Bunde - Scharbeutz               | Westerstede - Bremerhaven - Stade - Elmshorn - Bad Segeberg                                |      |
|        |                        |           | Selfkant - Waldbröl              | Düren - Bonn                                                                               |      |
|        |                        |           | Germersheim - Ulma               | Bruchsal - Stoccarda - Esslingen                                                           |      |
|        |                        |           | Karlsruhe - Stoccarda            | Pforzheim - Ditzingen                                                                      |      |
|        |                        |           | Schwäbisch Hall - Ravensburg     | Backnang - Stoccarda - Metzingen - Riedlingen                                              |      |
|        | Schwarzwaldautobahn    |           | Breisach - Langenau              | Friburgo in Brisgovia - Titisee-Neustadt - Donaueschingen - Tuttlingen - Riedlingen - Ulma |      |
|        |                        |           | Ulma - Friedrichshafen           | Laupheim - Biberach an der Riß - Bad Waldsee - Weingarten - Ravensburg                     |      |
|        |                        |           | Feuchtwangen - Füssen            | Donauwörth - Augusta - Landsberg                                                           |      |
|        | Mittlerer Ring München |           | Monaco-Giesing - AK M.-Brunnthal |                                                                                            |      |

## Autostrade rinominate
| Numero | Denominazione | Lunghezza | Inizio/termine             | Centri attraversati | Note                                      |
| ------ | ------------- | --------- | -------------------------- | ------------------- | ----------------------------------------- |
|        |               |           | Bad Hersfeld - Reiskirchen |                     | Il suo tracciato fa parte dell'autostrada |
|        |               |           | Wismar - Schwerin          |                     | Il suo tracciato fa parte dell'autostrada |
|        |               |           |                            |                     | Il suo tracciato fa parte dell'autostrada |
|        |               |           | Kandel - Wörth am Rhein    |                     | Il suo tracciato fa parte dell'autostrada |

## Autostrade declassate
| Numero | Denominazione | Lunghezza | Inizio/termine                       | Centri attraversati | Note                                        |
| ------ | ------------- | --------- | ------------------------------------ | ------------------- | ------------------------------------------- |
|        |               |           | AD Göttingen-Nord - Göttingen-Weende |                     | Declassata a strada statale dal 2003        |
|        |               |           | Unna-Süd - Unna                      |                     | Declassata a strada statale/locale dal 2006 |
|        |               |           | Böblingen - Sindelfingen             |                     | Declassata a strada statale B 464           |